# Klinik Am Rosenberg
Die Klinik Am Rosenberg ist ein Spital in Heiden. Sie steht auf der Spitalliste des Kantons Appenzell Ausserrhoden, der ihr damit Leistungsaufträge zur medizinischen Grundversorgung erteilt hat. Die Klinik wurde 1982 gegründet und ist Teil der Hirslanden-Gruppe.
Im Geschäftsjahr 2023/24 wurden an der Klinik 1496 stationäre Patienten von 34 Fachärzten behandelt.

## Geschichte
Die Klinik wurde 1982 gegründet. 1984 erfolgte eine Neustrukturierung der Klinik mit der Fokussierung auf Augenchirurgie, Plastische Chirurgie und Orthopädische Chirurgie. Im Jahr 2002 wurde die Klinik Am Rosenberg durch die Hirslanden-Gruppe übernommen. Die Orthopädie ist eines der wichtigsten Fachgebiete der Klinik.

## Kennzahlen
An der Klinik Am Rosenberg sind 175 Mitarbeiter sowie 34 Belegärzte und angestellte Ärzte tätig. Die Klinik verfügt über 62 Betten sowie 5 Operationssäle. Im Geschäftsjahr 2023/24 wurden 2496 stationäre Patienten behandelt.

## Fachgebiete
| Fachgebiet                   | behandelte, stationäre Patienten 2023/2024 |
| ---------------------------- | ------------------------------------------ |
| Orthopädie/Sportmedizin      | 2157                                       |
| Chirurgie/Viszeralchirurgie  | 61                                         |
| Oto-Rhino-Laryngologie (ORL) | 80                                         |
| Neurochirurgie               | 98                                         |
| Übrige Fachgebiete           | 99                                         |